# 普氏隙蛛
普氏隙蛛（学名：Coelotes plancyi）为暗蛛科隙蛛属的动物。在中国大陆，分布于北京等地，常生活于洞穴和石下。该物种的模式产地在北京。